# Министерство на строежите и пътищата
Министерството на строежите и пътищата (МСП) е историческо министерство в България, съществувало в периода 1947 – 1953 година.

## История
Създадено е през 1947 г. въз основа на чл. 39 от Димитровската конституция. Министерството е „върховен орган на държавното управление по техническо-строителните въпроси в страната“. Под юрисдикцията на министерството са всички технически служби, корпоративни организации, народни съвети и обществени институти. Сред задачите на министерството са да проучва, проектира и строи държавни и обществени сгради, пътища, мостове, канализация и други.
Министерството се състои от кабинет на министъра, експертен съвет, административно отделение, институт за изпитване на материали и земна техника, централна проектантска организация, строителни обединения, Управления на строежите, пътищата, планирането, отчетност и контрол.
Закрито е с указ № 46 от 11 февруари 1953 г. 

## Списък

### Министри на строежите и пътищата 1947 – 1953
| № | Име (Роден-Починал)           | Начало на мандата | Край на мандата  | Дни на упр. | Партия/Коалиция | Правителство |
| - | ----------------------------- | ----------------- | ---------------- | ----------- | --------------- | ------------ |
| 1 | Манол Сакеларов (1895 – 1954) | 11 декември 1947  | 13 август 1949   | 611         | БКП             | 65           |
| 2 | Благой Иванов (1898 – 1951)   | 13 август 1949    | 20 януари 1950   | 160         | БКП             | 65           |
| 3 | Благой Иванов (1898 – 1951)   | 20 януари 1950    | 21 ноември 1951  | 670         | БКП             | 66           |
| 4 | Иван Винаров (1896 – 1969)    | 21 ноември 1951   | 8 ноември 1952   | 353         | БКП             | 66           |
| 5 | Марин Грашнов (1919 – 2004)   | 8 ноември 1952    | 11 февруари 1953 | 95          | БКП             | 66           |